# Dziećmorowice (Czechy)
Dziećmorowice (cz. Dětmaroviceⓘ, niem. Dittmarsdorf) – wieś gminna i gmina w kraju morawsko-śląskim, w powiecie Karwina w Czechach, w historycznych granicach regionu Śląska Cieszyńskiego. Przez miejscowość przepływa rzeka Olza.

## Podział administracyjny
Gmina Dziećmorowice składa się z dwóch części i gmin katastralnych:
- Dziećmorowice – o powierzchni 1198,14 ha[2] (87,1% obszaru całej gminy). W 2001 mieszkało tu 3540 z 3783 osób zamieszkujących całą gminę[3].
- Koukolná (niem. Konkolna, pol. Kąkolna) – położona w południowo-wschodniej części gminy nad rzeką Olzą, ma powierzchnię 177,92 ha[4] (12,9% obszaru gminy). W 2001 mieszkały tu 243 osoby[3].

## Geografia
Gmina położona jest w północno-wschodniej części powiatu Karwina. Na zachodzie sąsiaduje z Lutynią Dolną, na południowym zachodzie z Orłową (Lutynią), na południu z Dąbrową. Kąkolna położona w południowo-wschodniej części gminy na południu i wschodzie sąsiaduje z Karwiną (Starym Miastem). Przez Kąkolną od strony południowej południkowo przepływa rzeka Olza, która dalej na północ oddziela Dziećmorowice od Zawady w gminie Piotrowice koło Karwiny. Następnie Olza skręca w kierunku zachodnim i stanowi północną granicę gminy z powiatem wodzisławskim w Polsce.

## Ludność
W 2001 roku największą mniejszość stanowili Słowacy (3,1%), następnie Polacy (2,9%), Morawianie (1,1%) i Ślązacy (0,8%). Osoby wierzące stanowiły 40,4% populacji, z czego 85,3% stanowili katolicy.

## Historia
Miejscowość po raz pierwszy wzmiankowana została w łacińskim dokumencie Liber fundationis episcopatus Vratislaviensis (pol. Księga uposażeń biskupstwa wrocławskiego), spisanej za czasów biskupa Henryka z Wierzbna ok. 1305 w szeregu wsi zobowiązanych do płacenia dziesięciny biskupstwu we Wrocławiu, w postaci item in Dithmari villa sunt triginta octo mansi. Zapis ten oznaczał, że wieś posiadała 38 łanów mniejszych. Jej powstanie wiąże się z przeprowadzaną pod koniec XIII wieku na terytorium późniejszego Górnego Śląska wielką akcją osadniczą (tzw. łanowo-czynszową). Wieś politycznie znajdowała się wówczas w granicach utworzonego w 1290 piastowskiego (polskiego) księstwa cieszyńskiego, będącego od 1327 lennem Królestwa Czech, a od 1526 roku w wyniku objęcia tronu czeskiego przez Habsburgów wraz z regionem aż do 1918 roku w monarchii Habsburgów (potocznie Austrii).
Miejscową parafię katolicką pw. św. Marii Magdaleny założono jeszcze w XIV lub w pierwszej połowie XV wieku i po raz pierwszy wzmiankowano w sprawozdaniu z poboru świętopietrza sporządzonym przez archidiakona opolskiego Mikołaja Wolffa w 1447 jako jedną z 51 w archiprezbiteracie cieszyńskim (pod nazwą Ditmari villa).
W 1792 wieś została zakupiona przez przedstawiciela wpływowego rodu Larisch-Mönich, którzy władali nią aż do 1927 roku. W opisie Śląska Cieszyńskiego autorstwa Reginalda Kneifla z 1804 Dittmansdorf, pohlnisch Dietmarowicze miało 99 domów i 573 mieszkańców posługujących się śląsko-polskim językiem. Jako polski język mieszkańców parafii niemiecko-lutyńskiej określił natomiast szematyzm z 1847 roku. Po zniesieniu poddaństwa miejscowość stanowiła wraz z Kąkolną gminę na Śląsku Austriackim, w powiecie sądowym Frysztat, najpierw w powiecie cieszyńskim, potem w samodzielnym powiecie politycznym Frysztat. W 1869 Dziećmorowice i Kąkolna liczyły kolejno 1208 i 172 mieszkańców. 1863 do miejscowości przybył czeski ksiądz Filip Quitta, urodzony w Lipníku nad Bečvou, który przyczynił się do wzniesienia w latach 1869–1870 w miejscowości nowego kościoła w stylu neoromańskim, siedziby nowej samodzielnej parafii, na której czele ks. Quitta stał do 1889 roku, kiedy to przeniósł się do Karwiny. W tym czasie miejscowość stała się jednym z najsilniejszych ośrodków czeskiego ruchu narodowego w okolicy. W czterech ostatnich spisach ludności Austro-Węgier liczba deklaracji deklarowanego języka potocznego polskiego często zmieniała się. W 1880 było to 13,9%, 34,6% w 1890, w 1900 roku było to 86,7%, a w 1910 21,8%. W 1910 Dziećmorowice i Kąkolna miały łącznie 3453 mieszkańców, a w samych Dziećmorowicach 3144, z czego 3103 było zameldowanych na stałe, 2405 (77,5%) było czesko-, 661 (21,3) polsko- a 37 (1,2%) niemieckojęzycznymi, 3082 (98%) było katolikami, 10 (0,3%) ewangelikami, 9 (0,3%) kalwinistami, 28 (0,9%) wyznawcami judaizmu a 15 osób było innej religii lub wyznania. W Kąkolnej zaś mieszkało 309 osób (290 zameldowanych), 211 (72,8%) było czesko- a 79 (27,2%) polskojęzycznymi, 306 (99%) było katolikami a 3 przedstawicielami religii żydowskiej. Pod względem politycznym miejscowość była zdominowana przez socjalistów. W 1905 otwarto budynek Domu Robotniczego, jedynego w swoim rodzaju na Śląsku Cieszyńskim. W pierwszych powszechnych wyborach do parlamentu wiedeńskiego w latach 1907 i 1911 dwukrotnie wygrał tu ze znaczną przewagą nad konkurentami Tadeusz Reger.
Pomimo tego w pierwszych powszechnych wyborach do parlamentu wiedeńskiego w latach 1907 i 1911 dwukrotnie wygrał tu polski socjalista Tadeusz Reger, w 1911 również przeciwko kandydatowi czeskich socjalistów Gardowskiemu (który otrzymał tu jedynie ok. 20% głosów).
Ludność polskojęzyczna stanowiła 89,6% większość w Lutyni Niemieckiej położonej na zachód od Dziećmorowic, 95,5% w Lutyni Polskiej na południowym zachodzie i Starym Mieście na południowym wschodzie, a w Zawadzie za Olzą na wschodzie 95,2%. Jedynie w położonej na południu Dąbrowie większość ta liczyła mniej, 62,8%, zaś język czeski zadeklarowany był tam przez 34,7% osób. W trakcie czechosłowacko-polskiego konfliktu granicznego o Śląsk Cieszyński, przez krótki czas Dziećmorowice stanowiły eksklawę administracji czechosłowackiej, jednak jeszcze w 1920 roku cała okolica znalazła się w granicach Czechosłowacji. W październiku 1938 miejscowość została wraz z Zaolziem zaanektowana przez Polskę a podczas II wojny światowej przez nazistowskie Niemcy. Po wojnie weszła w skład Czechosłowacji.

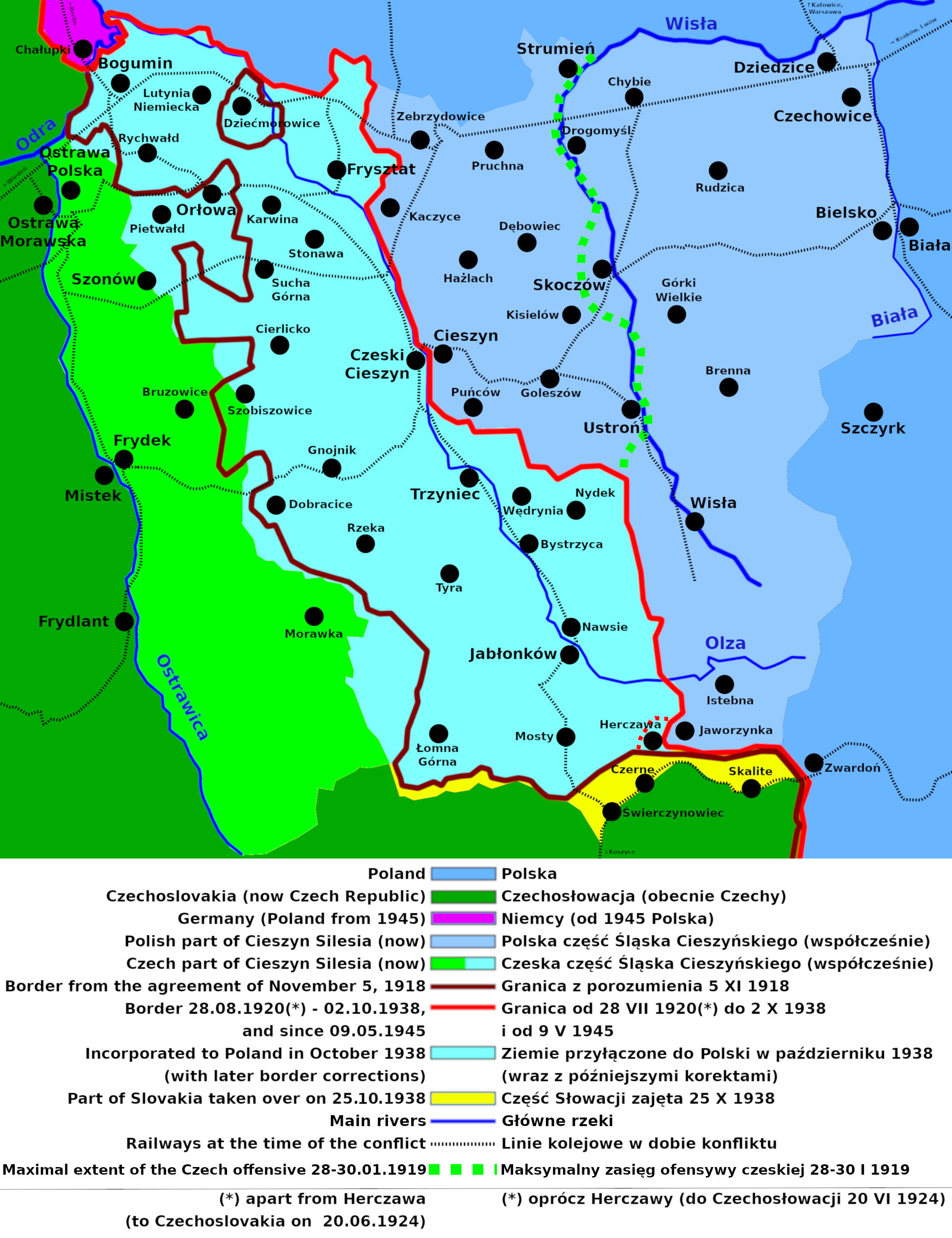
Podział Śląska Cieszyńskiego w XX wieku; 5 listopada 1918 Dziećmorowice zaznaczone są jako eksklawa Czechosłowacji

## Elektrownia
W latach 1971–1976 w północnej części gminy, pomiędzy linią kolejową a Olzą, wybudowano elektrownię, Jest największą elektrownią w Czechach zasilaną węglem kamiennym. W roku 1998 zainstalowano filtry przeciw zanieczyszczaniu powietrza. Elektrownia została posadowiona w zakolu rzeki Olzy tuż nad granicą z Polską.

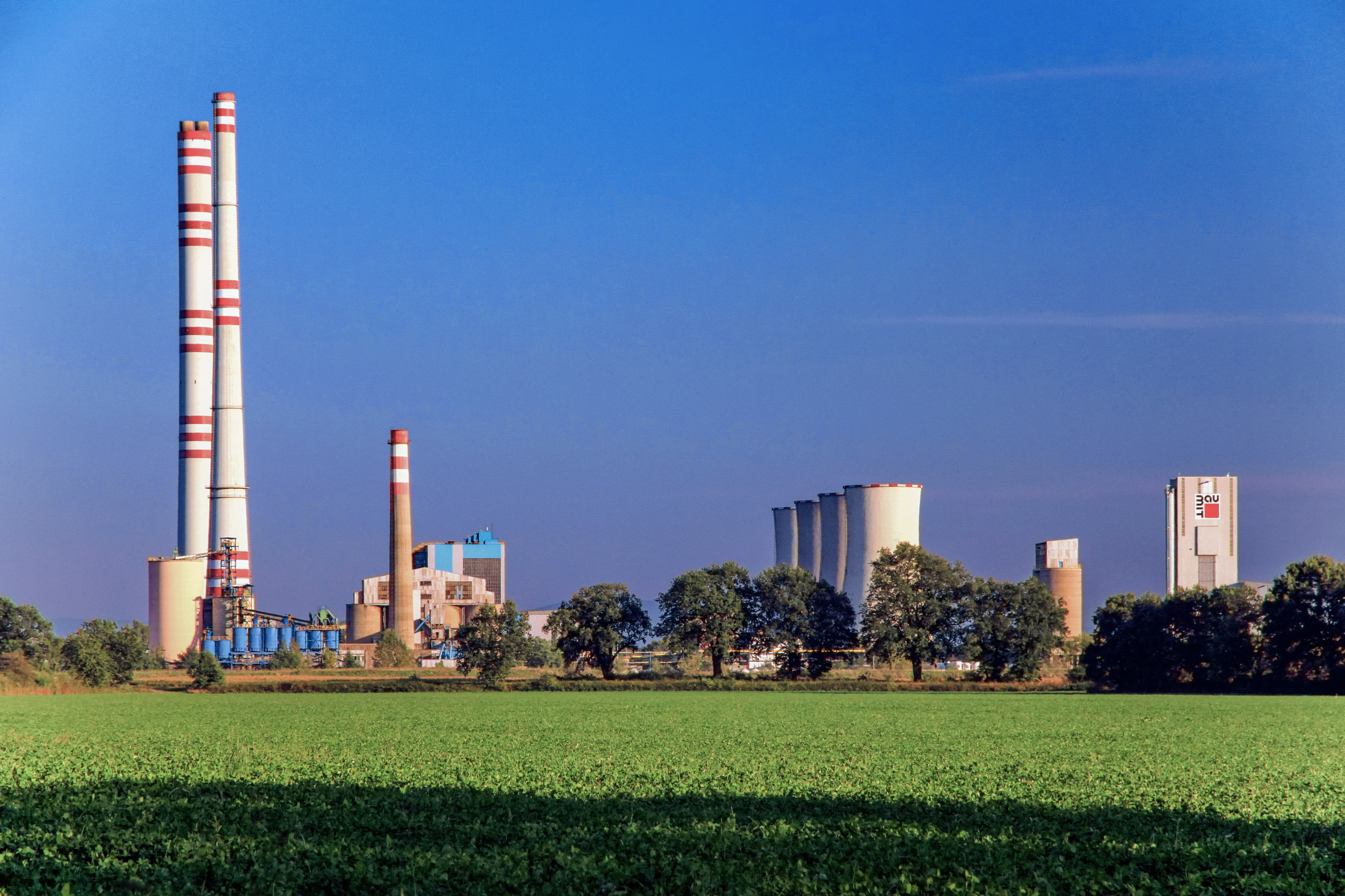
Widok na elektrownię
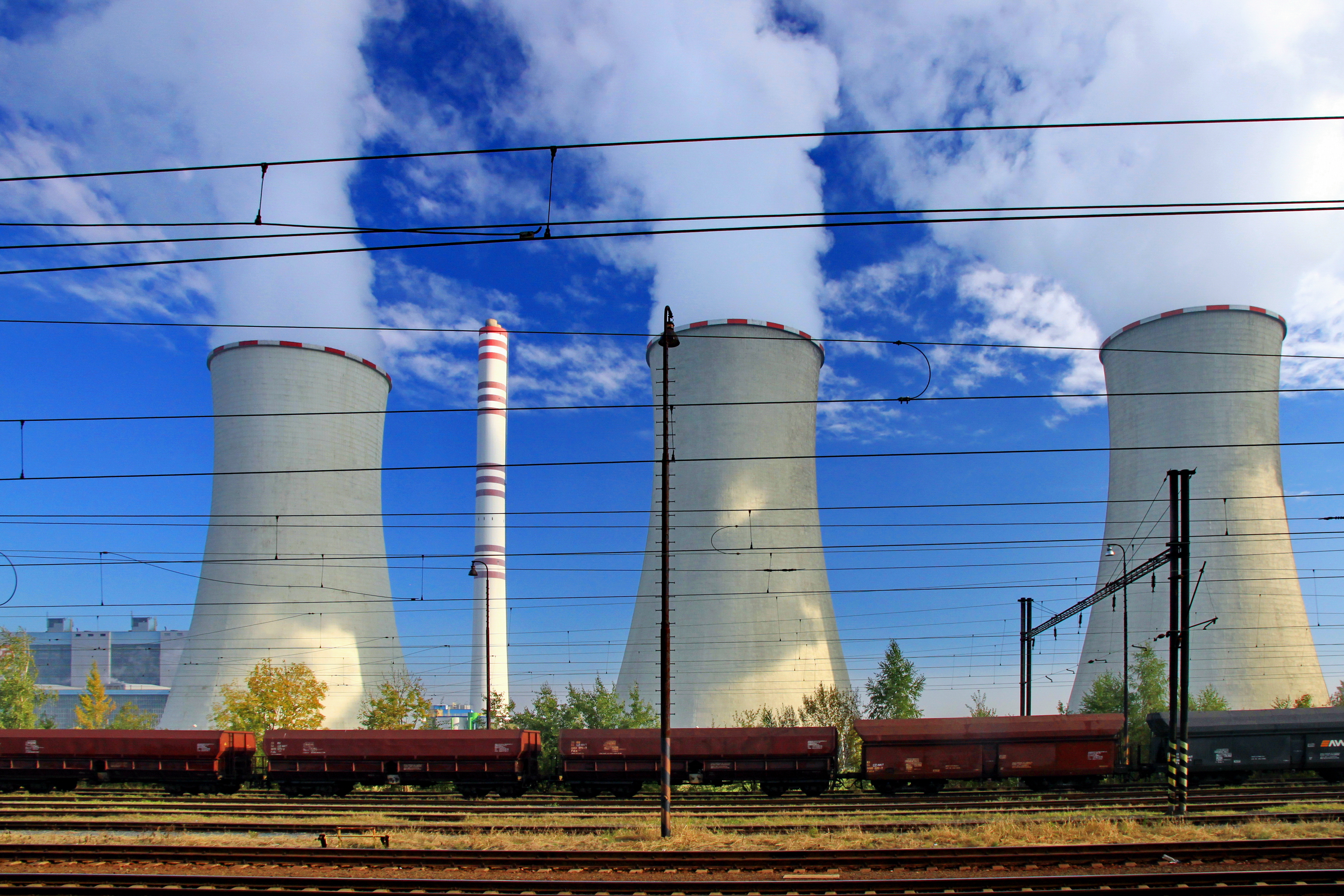
Widok od strony dworca kolejowego

## Turystyka i zabytki
Przez miejscowość przechodzą trasy rowerowe: 10, 6257 i 6258.
Najważniejszym zabytkiem jest zbudowany w latach 1869–1870 rzymskokatolicki kościół pw. św. Marii Magdaleny.

## Komunikacja
Przez Dziećmorowice przebiega linia kolejowa Bohumín – Čadca.